# حرس المنشآت النفطية
جهاز حرس حماية المنشآت النفطية (بالإنجليزية: Petroleum Facilities Guard)‏ في المنطقة الوسطى (المحيطة براس لانوف، ليبيا، والناطق باسم عموم حرس حماية المنشآت النفطية بليبيا. وتضم القوة نحو 9000 بين ضباط وضباط صف وجنود وموظفين مدنين، تتبع حماية للمؤسسة الوطنية للنفط وكل ما يتعلق بالأمور المالية، أما الأمور الإدارية يتبع القيادة العامة للقوات المسلحة الليبية.

## نبذة
أول رئيس لجهاز سنة 1999 كان العقيد علي الأحرش أحد مؤسسي الجهاز إلي سنة 2014 تنفيذ لقرار  تعينه الصادر من رئاسة الوزراء، ويليه العميد إدريس أبو قاسم أبو خمادة المغربي الي الآن.
يتفرع الجهاز لعدة فروع موزعه على كامل الحقول النفطية، ويتكون من:
1. جهاز حرس المنشأت النفطية الوحدة الأم، طرابلس. ومنها الإدارة العامة ويتواجد به رئيس الجهاز بمنطقة صلاح الدين والإدارة المالية وتوجد في جنزور
2. وحدة حماية مصفاة الزاوية.
3. وحدة حماية شركة مليتة.
4. وحدة حماية الحقول النفطية.
5. تتوزع على كامل الحقول النفطية بالكامل.
6. ويتفرع الجهاز بوحدة ثانى بعد الأم باسم الوسطي والشرقيه بأمرة اللواء ناجى المبروك المغربي.[3]

تتفرع الي:
1. وحدة حماية شركة السدرة
2. وحدة حماية شركة راس لانوف
3. وحدة حماية شركة البريقة
4. وحدة حماية شركة الزويتينة
5. وحدة حماية مستودع بنغازي (رأس المنقار)
6. وحدة حماية ميناء طبرق (الحريقة)

## حكومة الوفاق بطرابلس (توقف مرتبات موظفين المنطقة الشرقية والجنوبية والوسطى)
أوقفت حكومة الوفاق الوطني الليبية صرف رواتب العاملين في حرس المنشآت النفطية لحين إعادة فتح الموانئ والحقول في شرق وجنوب البلاد.

بنغازي– سبوتنيك. وأكد مصدر مطلع في تصريح لوكالة «سبوتنيك»، أن «وزارة الدفاع في حكومة الوفاق بطرابلس ترفض صرف المرتبات للمنتسبين بجهاز حرس المنشآت النفطية بالمنطقة الشرقية والجنوبية على كل الموانئ والحقول المغلقة».
وأضاف أن «حكومة الوفاق اشترطت صرف مرتبات بعد إعادة فتح الحقول والموانئ النفطية التي أغلقتها القبائل الليبية».
كان اللواء أحمد المسماري الناطق الرسمي باسم القائد العام للجيش الوطني الليبي أعلن، السبت قبل الماضي، أن «الشعب الليبي الغاضب» قام بإغلاق الحقول والموانئ النفطية ردا على ما وصفه بـ «عدم سماع صوتهم في المظاهرات من قبل المجتمع الدولي والبعثة الأممية للدعم في ليبيا ضد التدخل التركي»، في إشارة لإعلان تركيا إرسال قوات دعما لحكومة الوفاق الوطني غربي البلاد.
ولاحقا أعلنت المؤسسة الوطنية للنفط حالة القوة القاهرة ووقف صادرات النفط من موانئ لبريقة وراس لانوف والحريقة والزويتينة والسدرة بأوامر من حرس المنشآت النفطية التابع للجيش الليبي، محذرة من أن ذلك سيؤدي إلى خسائر في إنتاج النفط الخام بمقدار 800 ألف برميل يوميًا، أي ما يعادل 55 مليون دولار.

### الكتيبة 101 مشاة
في يناير 2018، أعلن خليفة حفتر قراراً بتشكيل كتيبة عسكرية جديدة للتمركز في منطقة الهلال النفطي، وذلك عقب تحذير أطلقته القيادة الأمريكية بأفريقيا (أفريكوم) بشأن إمكانية تنفيذ هجمات إرهابية من طرف تنظيم داعش على هذه المنطقة خلال الفترة المقبلة. وبموجب القرار الذي صدر في ديسمبر 2017، أطلق على الكتيبة العسكرية الجديدة اسم «110 مشاة خفيف»، حيث ستكون تبعيتها للمنطقة الوسطى، ومكان تمركزها مدينة راس لانوف بشكل مؤقت، كما ستكلف بالعمل مع غرفة عمليات سرت الكبرى تحت قيادة العقيد القذافي علي القذافي الصداعي.

## معرض صور

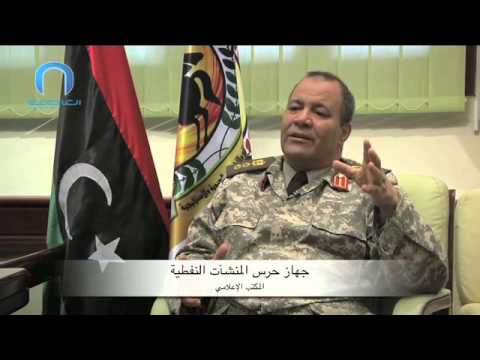
رئيس الجهاز من سنة 1999 لغاية تاريخ وفاته يناير 2017 بعد صراع طويل مع مرض
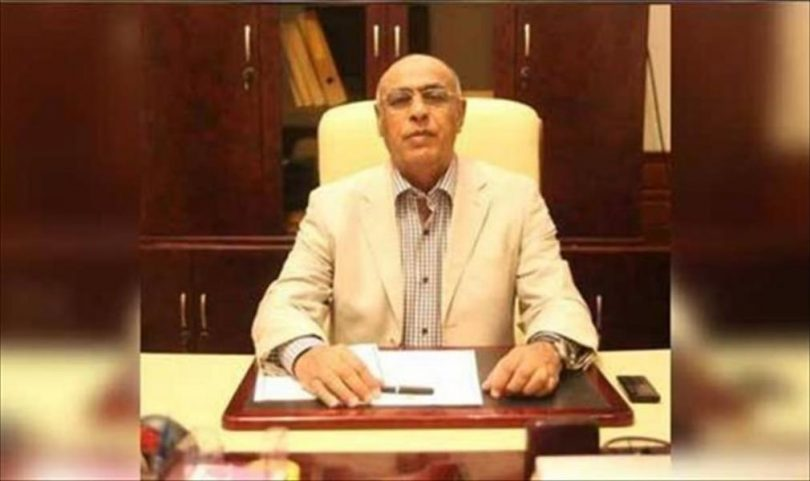
رئيس جهاز حرس المنشات النفطية من سنة 2017 إلى الآن !
أمر فرع المنطقه الوسطي والشرقية من سنة 2017 إلى الان